# Bhad Bhabie
Bhad Bhabie (* 26. März 2003 in Boynton Beach, Florida als Danielle Marie Bregoli) ist eine US-amerikanische Rapperin.

## Leben
Danielle Bregoli wuchs bei ihrer alleinerziehenden Mutter auf. Sie erlangte im Alter von 13 Jahren durch einen Auftritt in der Fernsehsendung Dr. Phil des Psychologen Phil McGraw erste Bekanntheit. Sie besuchte die Sendung mit ihrer Mutter, der zufolge der Teenager durch Drogenkonsum, Prügeleien und Autodiebstähle auffiel. Die Aufzeichnung der Sendung verbreitete sich viral und brachte Bregoli landesweite Aufmerksamkeit. Im August 2017 wurde Bhad Bhabie zu einer fünfjährigen Bewährungsstrafe verurteilt, unter anderem wegen zweifachem Autodiebstahls und dem Besitz von Marihuana. Die Strafe wurde nach wenigen Monaten aufgehoben. Im Februar 2020 drohte sie Skai Jackson in einem Instagram-Livestream mit dem Tod. Diese erwirkte eine einstweilige Verfügung gegen sie.

## Karriere
Ihr erster Song These Heaux wurde im August 2017 veröffentlicht und sie wurde damit der jüngste weibliche Rapper in den Billboard Hot 100 Charts. Nach diesem Erfolg erhielt sie einen Plattenvertrag bei Atlantic Records. Es folgten die Lieder Hi Bich, Whachu Know, Mama Don’t Worry (Still Ain’t Dirty), I Got It, Both Of Em und Remixe der Songs From the D to the A und ein Remix zu Roll In Peace.
Im März 2018 veröffentlichte Bhad Bhabie die erste Single ihres ersten Mixtapes 15, welches im September 2018 veröffentlicht wurde. Die Single hieß Gucci Flip Flops und war eine Zusammenarbeit mit Lil Yachty. Die zweite Single hieß Trust Me und beinhaltete Ty Dolla Sign. Das Intro Intro (15) erschien kurz vor der Veröffentlichung. Geek’d (feat. Lil Baby) und Juice (feat. YG) wurden nach der Veröffentlichung als Single ausgekoppelt. Auf dem Mixtape waren außerdem Asian Doll und City Girls zu hören. Im Januar 2019 erschien Babyface Savage mit dem kanadischen Rapper Tory Lanez. Im Februar folgte Bestie auf dem Kodak Black mitwirkte. Mit Lotta Dem und Spaz (feat. YBN Nahmir) erschienen zwei weitere Songs. Im Mai 2019 folgte die Single Get Like Me mit NLE Choppa.
Im Sommer 2018 gab Bhad Bhabie auf dem Splash-Festival in Ferropolis erstmals ein Konzert in Deutschland.
Seit 2021 betreibt Bhad Bhabie außerdem einen Account auf der Erotikplattform OnlyFans, mit dem sie eigenen Angaben zufolge bis 2024 bereits 57 Millionen US-Dollar verdiente.
Der am 25. Februar 2025 veröffentlichte Disstrack Ms. Whitman gegen Alabama Barker wurde innerhalb einer Woche rund 5,8 Millionen Mal auf Spotify gestreamt. Auf YouTube erreichte der Song in der gleichen Zeit knapp 9,9 Millionen Views.

## Diskografie

### Mixtapes
- 2018: 15

### Singles
| Jahr | Titel Album         | Höchstplatzierung, Gesamtwochen, AuszeichnungChartplatzierungen (Jahr, Titel, Album, Platzierungen, Wochen, Auszeichnungen, Anmerkungen) | Höchstplatzierung, Gesamtwochen, AuszeichnungChartplatzierungen (Jahr, Titel, Album, Platzierungen, Wochen, Auszeichnungen, Anmerkungen) | Anmerkungen                                            |
| Jahr | Titel Album         | UK | US | Anmerkungen                                            |
| ---- | ------------------- | --- | --- | ------------------------------------------------------ |
| 2017 | These Heaux 15      | — | US77 Gold · (3 Wo.)US | Erstveröffentlichung: 25. August 2017                  |
| 2017 | Hi Bich 15          | — | US68 Platin · (1 Wo.)US | Erstveröffentlichung: 21. September 2017               |
| 2018 | Gucci Flip Flops 15 | UK— SilberUK | US79 Platin · (3 Wo.)US | Erstveröffentlichung: 2. Oktober 2018 feat. Lil Yachty |
| 2025 | Ms. Whitman –       | UK76 (3 Wo.)UK | US56 (3 Wo.)US | Erstveröffentlichung: 25. Februar 2025                 |

Weitere Singles
- 2017: Whachu Know
- 2017: I Got It
- 2017: Mama Don’t Worry (Still Ain’t Dirty)
- 2018: Both of Em
- 2018: Trust Me (feat. Ty Dolla Sign)
- 2018: Yung and Bhad (feat. City Girls)
- 2018: Geek’d (feat. Lil Baby)
- 2019: Babyface Savage (feat. Tory Lanez)
- 2019: Bestie (feat. Kodak Black / Megan Thee Stallion, US: Gold)
- 2019: Spaz (feat. YBN Nahmir)
- 2019: Lotta Dem
- 2019: Get Like Me (feat. NLE Choppa)
- 2020: That's What I Said
- 2020: Do It Like Me
- 2021: Miss Understood
- 2021: Bi Polar

### Remixes
- 2017: Roll In Peace (mit Kodak Black, XXXTentacion)
- 2017: From the D to the A (mit Tee Grizzley und Lil Yachty)
- 2017: Rubbin Off the Paint (mit YBN Nahmir)
- 2017: Hi Bich (feat. YBN Nahmir, MadeinTYO, Rich the Kid & Asian Doll)
- 2018: Who Run It (mit G Herbo)
- 2018: Gucci Flip Flops (feat. Snoop Dogg & Plies)

### Gastbeiträge
- 2018: Playboy Style (mit Clean Bandit & Charli XCX)
- 2019: Whatcha Gon Do (mit Benzi, Rich the Kid & 24Hrs)

## Auszeichnungen für Musikverkäufe
| Goldene Schallplatte - Kanada - 2018: für die Single Gucci Flip Flops - 2019: für die Single Hi Bich - Polen - 2024: für die Single Gucci Flip Flops | Platin-Schallplatte - Neuseeland - 2024: für die Single Gucci Flip Flops |

Anmerkung: Auszeichnungen in Ländern aus den Charttabellen bzw. Chartboxen sind in ebendiesen zu finden.
| Land/RegionAuszeichnungen für Musikverkäufe (Land/Region, Auszeichnungen, Verkäufe, Quellen) | Silber  | Gold     | Platin     | Verkäufe  | Quellen          |
| -------------------------------------------------------------------------------------------- | ------- | -------- | ---------- | --------- | ---------------- |
| Kanada (MC)                                                                                  | —       | 2× Gold2 | —          | 80.000    | musiccanada.com  |
| Neuseeland (RMNZ)                                                                            | —       | —        | Platin1    | 30.000    | radioscope.co.nz |
| Polen (ZPAV)                                                                                 | —       | Gold1    | —          | 25.000    | olis.pl          |
| Vereinigte Staaten (RIAA)                                                                    | —       | 2× Gold2 | 2× Platin2 | 3.000.000 | riaa.com         |
| Vereinigtes Königreich (BPI)                                                                 | Silber1 | —        | —          | 200.000   | bpi.co.uk        |
| Insgesamt                                                                                    | Silber1 | 5× Gold5 | 3× Platin3 |           |                  |

## Nominierungen
- Billboard Music Awards 2018 – in der Kategorie: „Best Female Rap Artist“[2]